# Мегаліти Стеннеса
Мегалі́ти Сте́ннеса (англ. Standing Stones of Stenness) — археологічна пам'ятка доби Неоліту на острові Мейнленд, найбільшому з Оркнейських островів у Шотландії, на південному березі протоки, що сполучає прісноводне озеро Гаррей із солоноводним озером Стеннес. Разом з іншими пам'ятками неоліту на Оркнейських островах входить до списку Світової спадщини ЮНЕСКО. Біля пам'ятки розташована археологічна ділянка Несс Бродгара (на відстані до 1 км), а трохи далі — Коло Бродгара, гробниця Мейсхау, руїни селища Барнхауз та інші. Назва «Стеннес» не оригінальна, вона походить з древненорвезької мови і означає «кам'яна межа (поля)».
Каменями є тонкі плити завтовшки близько 30 см. Чотири з них, заввишки до 5 метрів, спочатку були елементами еліптичного кам'яного кола (кромлеха) з 12 каменів діаметром близько 32 метрів, спорудженого на рівній платформі діаметром 44 метри, оточеній ровом. Рів заглиблюється у скелястий ґрунт на глибину 2 метри, ширина його становить 7 метрів, він був оточений земляним насипом з одним проходом з північного боку. Вхід звернений до колишнього селища Барнхауз, виявленого недалеко від озера Гаррей (Loch of Harray). Оглядовий камінь (Watch Stone) був розташований поза колом на північний захід від нього, його висота становить 5,6 м. Інші, менші, камені включають квадратну кам'яну конструкцію в центрі круглої платформи, де були виявлені залишки кремованих кісток, вугілля і кераміки, а в рову навколо були виявлені кістки тварин. Виявлена тут же кераміка має схожість з керамікою, знайденою на археологічних ділянках Скара-Брей і Мейсхау, таким чином, мегаліти Стеннеса датуються як мінімум 3000 роком до н. е.

## Мегаліти і місцеві традиції
У 18 столітті з пам'яткою були пов'язані місцеві традиції і ритуали, хоча ймовірно і не пов'язані з ритуалами його будівельників. Жителі помилково пов'язували цю пам'ятку з культами скандинавських богів. У 1814 році пам'ятку відвідав Вальтер Скотт. Окрім нього, інші історики замальовували пам'ятку і записували пов'язані з ним місцеві перекази. В одному з каменів, відомому як «Камінь Одіна», було пробито круглий отвір; камінь використовували місцеві жителі для своєрідного обряду заручення, коли заручені брали один одного за руки через цей отвір. Камінь використовувався і в інших церемоніях.
У грудні 1814 році капітан В. Маккей, що незадовго до того переїхав на Оркнейські острова і володів фермою поблизу каменів, вирішив знести їх, оскільки був незадоволений тим, що місцеві жителі часто ходили по його землі з метою участі в ритуалах навколо каменів. Він почав з того, що розбив камінь Одіна. Це викликало скандал, але власті зупинили його лише після того, як він встиг зруйнувати один камінь і перекинути ще один.
Перекинутий камінь був піднятий в 1906 році, і в той же час була проведена реконструкція пам'ятки — як виявився згодом, неточна.

## Ресурси Інтернету
- Standing Stones of Stenness [Архівовано 13 лютого 2021 у Wayback Machine.] Orkneyjar.com
- Stones of Stenness, Standing Stones Megalithic Mysteries
- Standing Stones of Stenness, Orkney [Архівовано 11 серпня 2004 у Wayback Machine.] Neolithic stone circle
- Stones Of Stenness — Stone Circle and Henge Ancient Sites Directory